# JPEG XL
JPEG XL, abreviat com JXL, és un format de codi obert per a imatges de tipus raster amb suport HDR i pensat per a la web. Està dissenyat per a oferir una millor compressió que formats previs com JPEG, es pot enviar de manera més veloç alhora que serveix com un reemplaçament universal. Preserva detalls i textures de manera més acurada que altres formats derivats de vídeo com AVIF i HEIC. Basat en els formats PIK de Google i FUIF de Cloudinary i estandarditzat amb ISO.
Malgrat el suport inicial de Google, l'octubre de 2022 es va saber que Chrome en discontinuaria el suport. Finalment Google va retirar el suport a la versió Chrome 110. Posteriorment, Firefox anunciava a finals de gener de 2023, que de moment continuaria donat suport per aquest format.